# Piergiorgio Farina
Piergiorgio Farina, all'anagrafe Piergiorgio Farinelli (Goro, 25 aprile 1933 – Bologna, 28 luglio 2008), è stato un violinista, cantante e compositore italiano.

## Biografia
Violinista jazz molto apprezzato, tra i pionieri del violino elettrico, è stato per diversi anni, con il suo complesso, una delle attrazioni in  molti locali da ballo della penisola. 

Nel 1967 partecipa al Festival di Zurigo con L'amore è come il sole, scritto dalle sorelle Paola e Nora Orlandi.
Nel 1968 ottiene la notorietà presso il grande pubblico partecipando come cantante al Festival di Sanremo con Tu che non sorridi mai, in abbinamento a Orietta Berti.
È di nuovo al Festival di Sanremo nel 1975, dove ripete al violino i brani in gara. Nello stesso anno ottiene un grande successo con la sua versione strumentale della colonna sonora del film Il padrino - Parte II.
Il regista Pupi Avati si è ispirato ad un suo brano, L'amore è come il sole, per realizzare nel 1982 il suo film Dancing Paradise, a cui lo stesso Farina ha partecipato come attore.
Si è ritirato dalle scene ed è morto per un male incurabile.
Era cugino della cantante Milva e padre del batterista Bruno, che ha collaborato con Elisa, Cesare Cremonini e Andrea Mingardi.

## Discografia parziale
Album in studio
- 1974 - Il violino d'amore di Piergiorgio Farina
- 1975 - Violino d'amore
- 1977 - Tempo di rock
- 1978 - ...a tutto rock!!!
- 1979 - Trasloco
- 1986 - Gran gala
- 1988 - Dolci ricordi
- 1989 - Napoli appassionata
- 1990 - Tango
- 1991 - Classic

Singoli
- 1966 - Bluff/Non faccio miracoli
- 1967 - L'amore è come il sole/L'erba verde di casa mia
- 1967 - Allora decidi ora/Parla tu cuore mio
- 1968 - Tu che non sorridi mai/Amore baciami
- 1968 - Mai come quel giorno/Ti amo
- 1970 - La casa dell'amore/Fiori blu fiori
- 1974 - In the Mood/Rock Around The Clock
- 1975 - Il padrino parte II°/Violino-ino
- 1977 - See You Later Alligator/Il più bel giorno di settembre
- 1978 - Shake, Rattle and Roll/Love Letters in the Sand